# Тереховка (городской посёлок)
Терехо́вка (бел. Церахо́ўка) — городской посёлок в Тереховском сельсовете Добрушского района Гомельской области Республики Беларусь. Административный центр Тереховского сельсовета. Население — 2 909 человек (на 1 января 2025 года).
В 27 км юго-восточнее Тереховки находится Три Сестры (Монумент Дружбы) — точка схода государственных границ Беларуси, России и Украины.
Рядом имеется месторождение кирпичного сырья (0,54 тыс. м³).

## География
Расположена в 30 км на юг от Добруша, в 1 км от железнодорожной станции Тереховка (на линии Гомель — Бахмач), 58 км от Гомеля.

### Гидрография
Река Уть (приток реки Сож).

## Транспортная сеть
Транспортные связи по автодорогам, которые отходят от городского посёлка Тереховка. Планировка состоит из 4 прямолинейных улиц с близкой к широтной ориентацией. Застройка деревянная и кирпичная. В 1990-95 годах построены кирпичные дома на 190 семей, в которых разместились переселенцы из загрязнённых радиацией мест после катастрофы на Чернобыльской АЭС.

## История

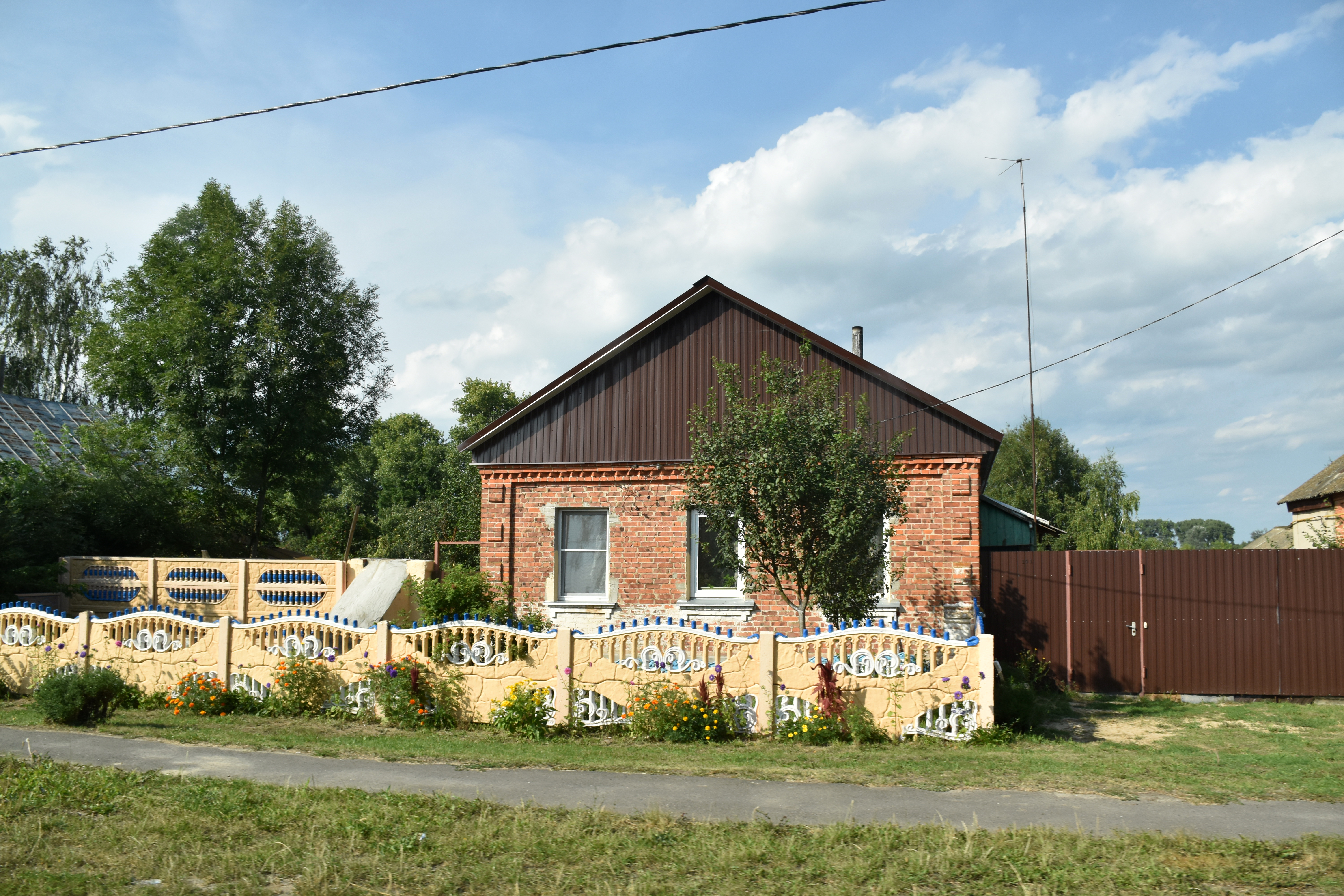

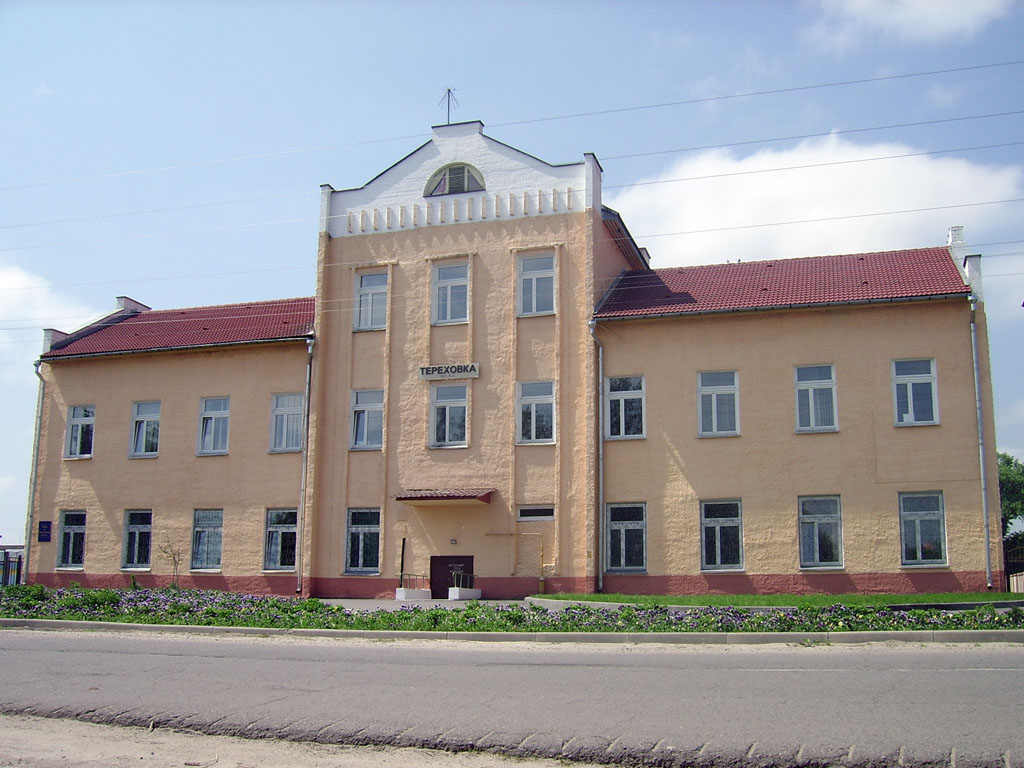
Железнодорожная станция

По письменным источникам известна с XVIII века как деревня в Речицком повете Минского воеводства ВКЛ, владение Чарторыйских. После 1-го раздела Речи Посполитой (1772 год) в составе Российской империи. В 1776 году работали водяная мельница, трактир, во владении фельдмаршала графа П. А. Румянцева-Задунайского, с 1834 года — фельдмаршала князя И. Ф. Паскевича. В 1788 году в Гомельской волости Белицкого уезда Могилёвской губернии. В 1816 году в Климовской экономии Гомельского имения. В 1824 году построена деревянная церковь. С 1852 года в Краснобудской волости Гомельского уезда Могилёвской губернии. С 1873 года действовали круподробилка, народное училище (в 1889 году 54 ученика). После постройки железнодорожной линии Гомель — Бахмач значительная часть жителей стали железнодорожными рабочими. В 1886 году функционировали церковно-приходская школа, 4 ветряные мельницы. Согласно переписи 1897 году работали хлебозапасный магазин, винная лавка, 4 трактира. В результате пожара 2 июня 1904 года сгорело 80, а в 1907 году 40 дворов. Имелось отделение почтовой связи.
В 1918 году во время немецкой оккупации Переростовский и Фёдоровский партизанские отряды заняли деревню и восстановили советскую власть. Центр Тереховского сельсовета (с 18 декабря 1926 года до 27 сентября 1938 года) Краснобудского района, 4 августа 1927 года вошедшего в состав Тереховского района, который 25 декабря 1962 года стал частью Добрушского района. В Гомельском округе до 26 июля 1930 года, в Гомельской области с 20 февраля 1938 года.
В 1928 организован колхоз «Тереховка», работали ремонтные мастерские, льнозавод, 4 ветряные мельницы, кузница. С 1930 года работала МТС. 27 сентября 1938 года Тереховка получила статус посёлка городского типа.
Во время Великой Отечественной войны оккупанты в сентябре 1943 года сожгли 320 дворов.
Центр колхоза «Красный Октябрь».
В 2011 году к посёлку Тереховка присоединена деревня Тереховка.

## Население

### Численность
- 2025 год — 2909 человек[2]

### Динамика
- 1776 год — 97 дворов
- 1788 год — 598 жителей
- 1798 год — 877 жителей
- 1816 год — 206 дворов
- 1834 год — 255 дворов, 1328 жителей
- 1886 год — 1571 житель
- 1897 год — 303 двора, 1105 жителей (согласно переписи)
- 1926 год — 377 дворов, 1588 жителей
- 1939 год — 3101 житель: 2760 белорусов, 101 еврей, 93 украинца, 92 русских, 55 представителей других национальностей[5]
- 1940 год — 405 дворов
- 2004 год — 749 хозяйств, 1810 жителей
- 2013 год — 1452 хозяйств, 3248 жителей
- 2015 год — 3182 жителей (на 1 января 2015 года)[6]
- 2016 год — 3128 жителей (на 1 января 2016 года)[7]
- 2018 год — 3044 человека (на 1 января 2018 года)
- 2020 год — 3100 человек
- 2023 год — 3 001 человек[8]
- 2024 год — 2 957 человек[9]
- 2025 год — 2909 человек[2]

| Численность населения:                                                                          |
| Графики недоступны из-за технических проблем. См. информацию на Фабрикаторе и на mediawiki.org. |

## Культура
- Тереховский городской Дом культуры
- Музей ГУО «Тереховская средняя школа № 1»
- Музей ГУО «Тереховская средняя школа № 2»

### Коллективы
- Ансамбль «Околица»

## Достопримечательность
- Храм Святого Архангела Михаила

### Памятник, скульптура
- Памятник В. И. Ленину
- Братская могила (1943) —  Историко-культурная ценность Республики Беларусь, шифр 313Д000279
- Памятная доска педагогам и ученикам — защитникам Родины (2019)[17]. Установлена на здании ГУО «Тереховская средняя школа №1»

## Галерея

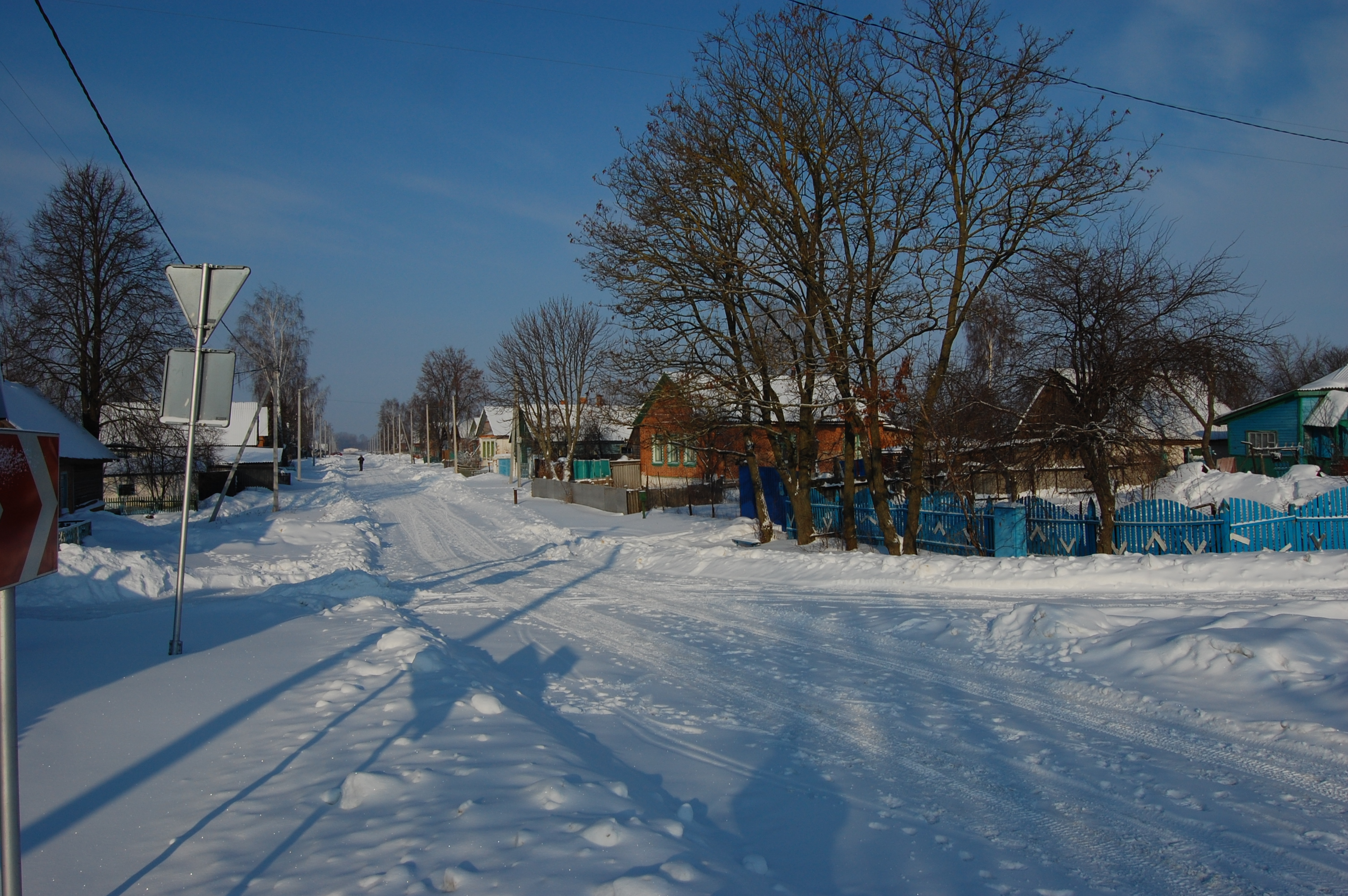
Улица Набережная
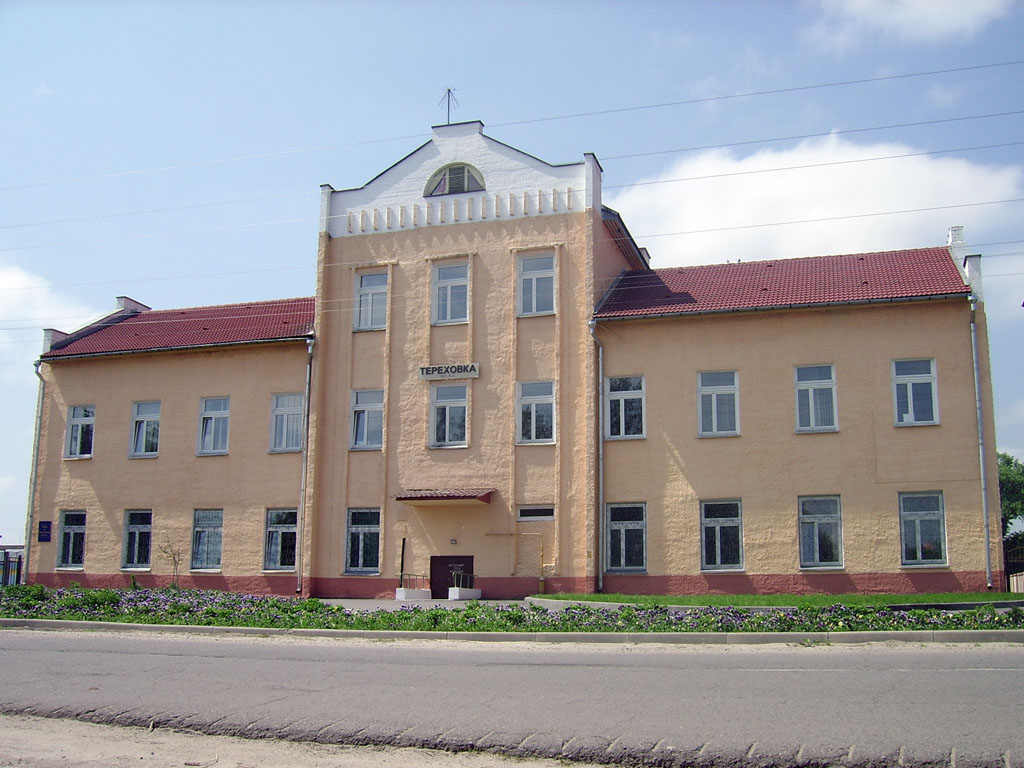
Железнодорожная станция
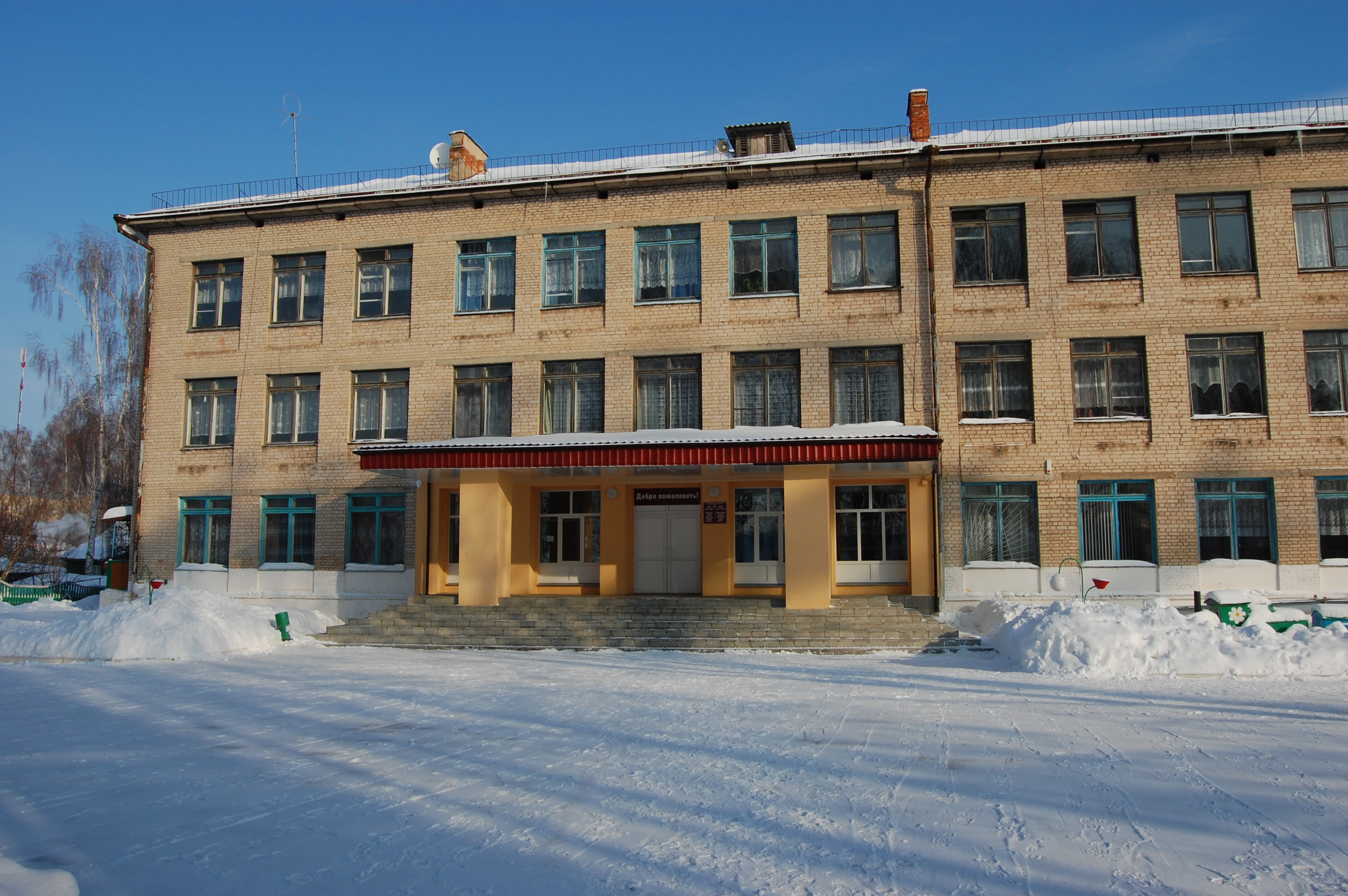
Школа
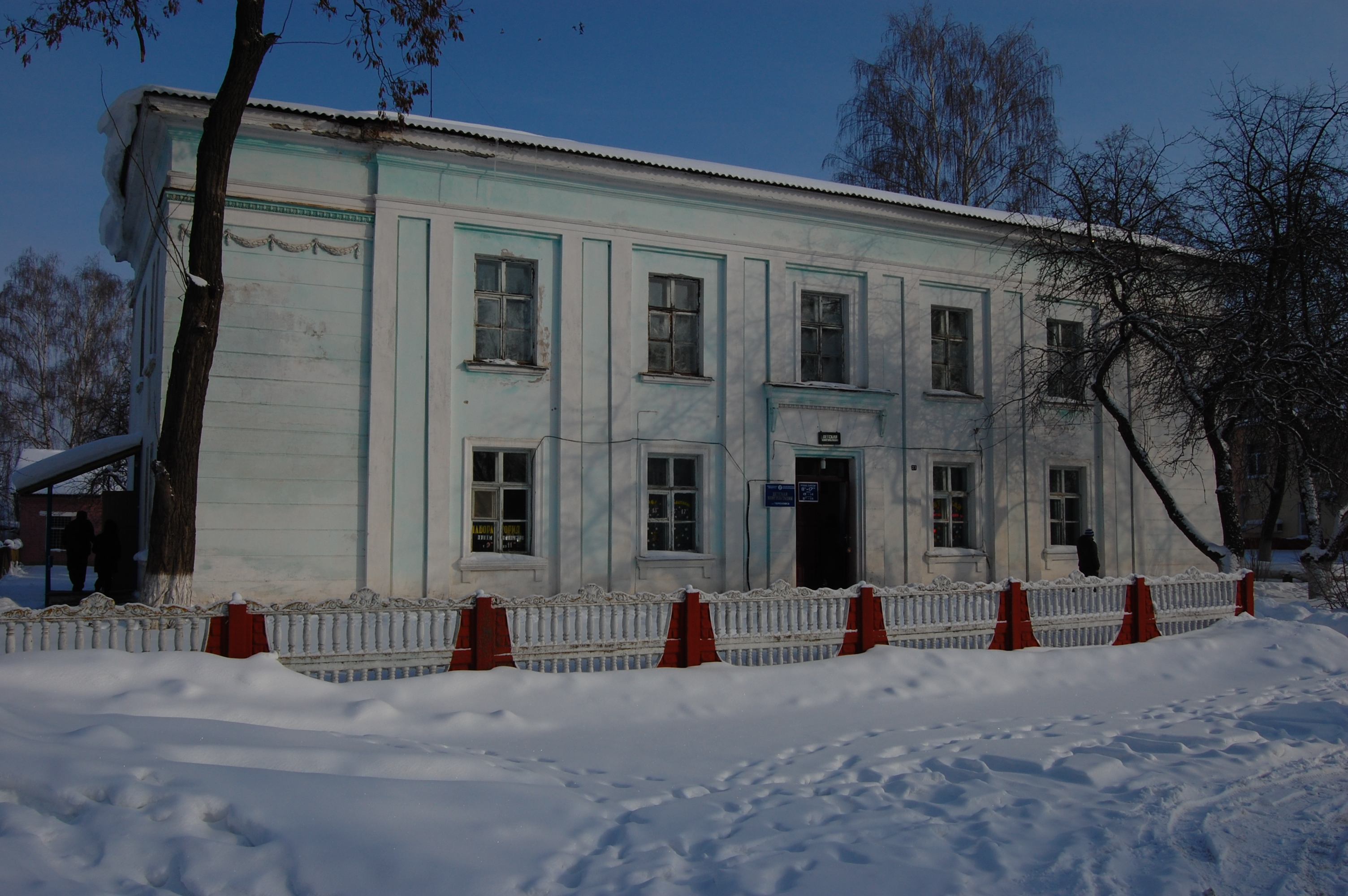
Больница
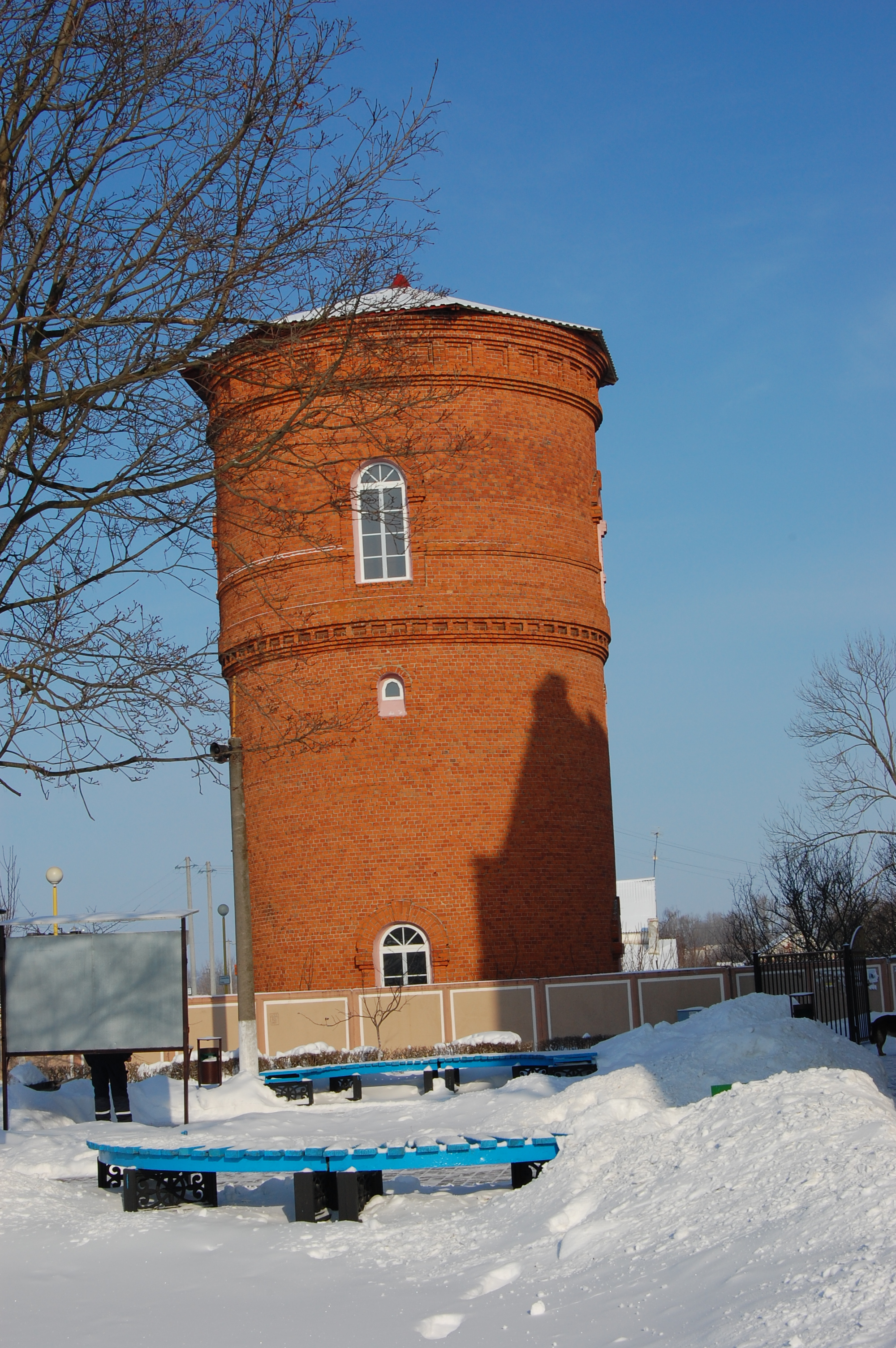
Водонапорная башня
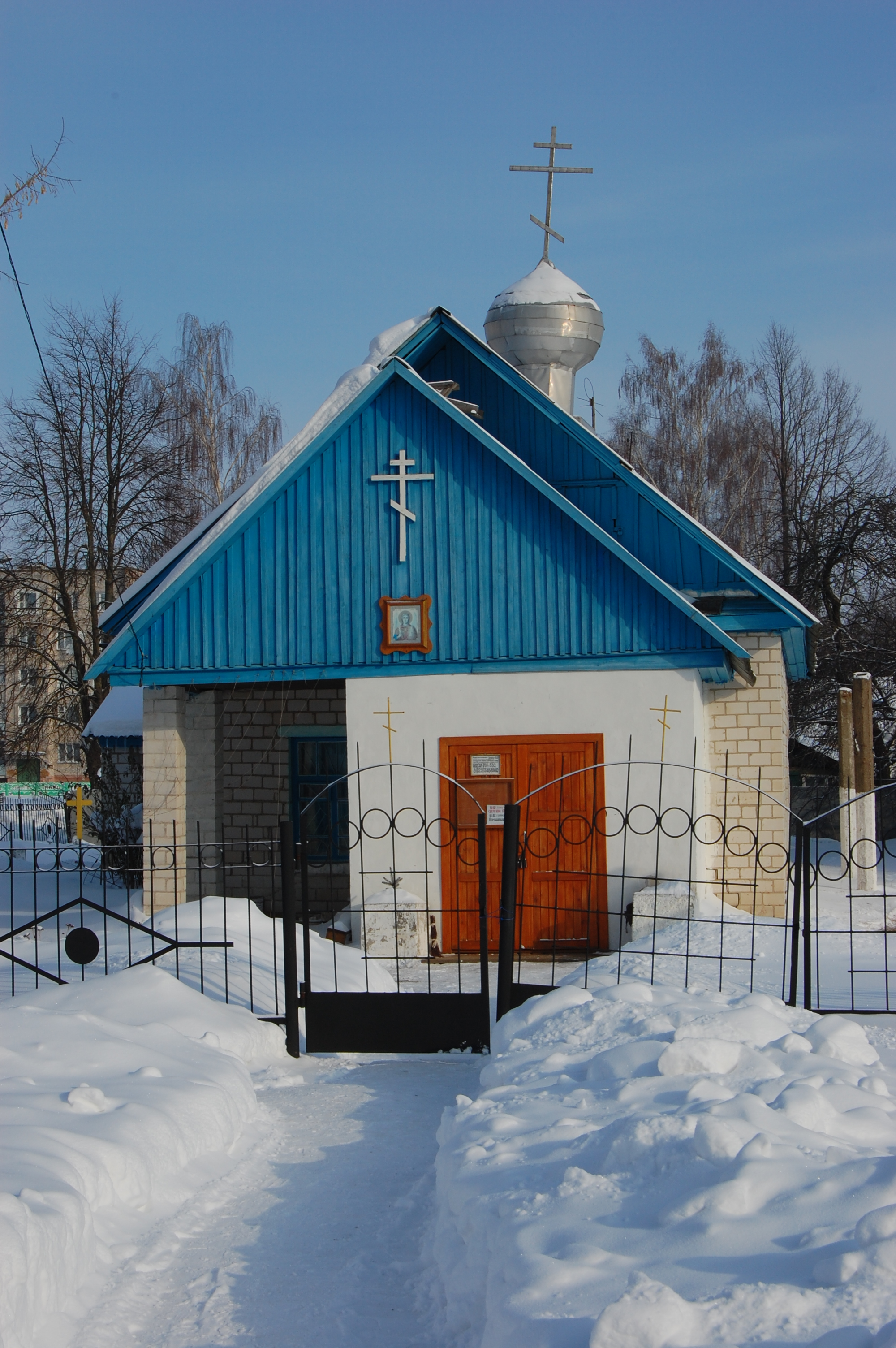
Церковь
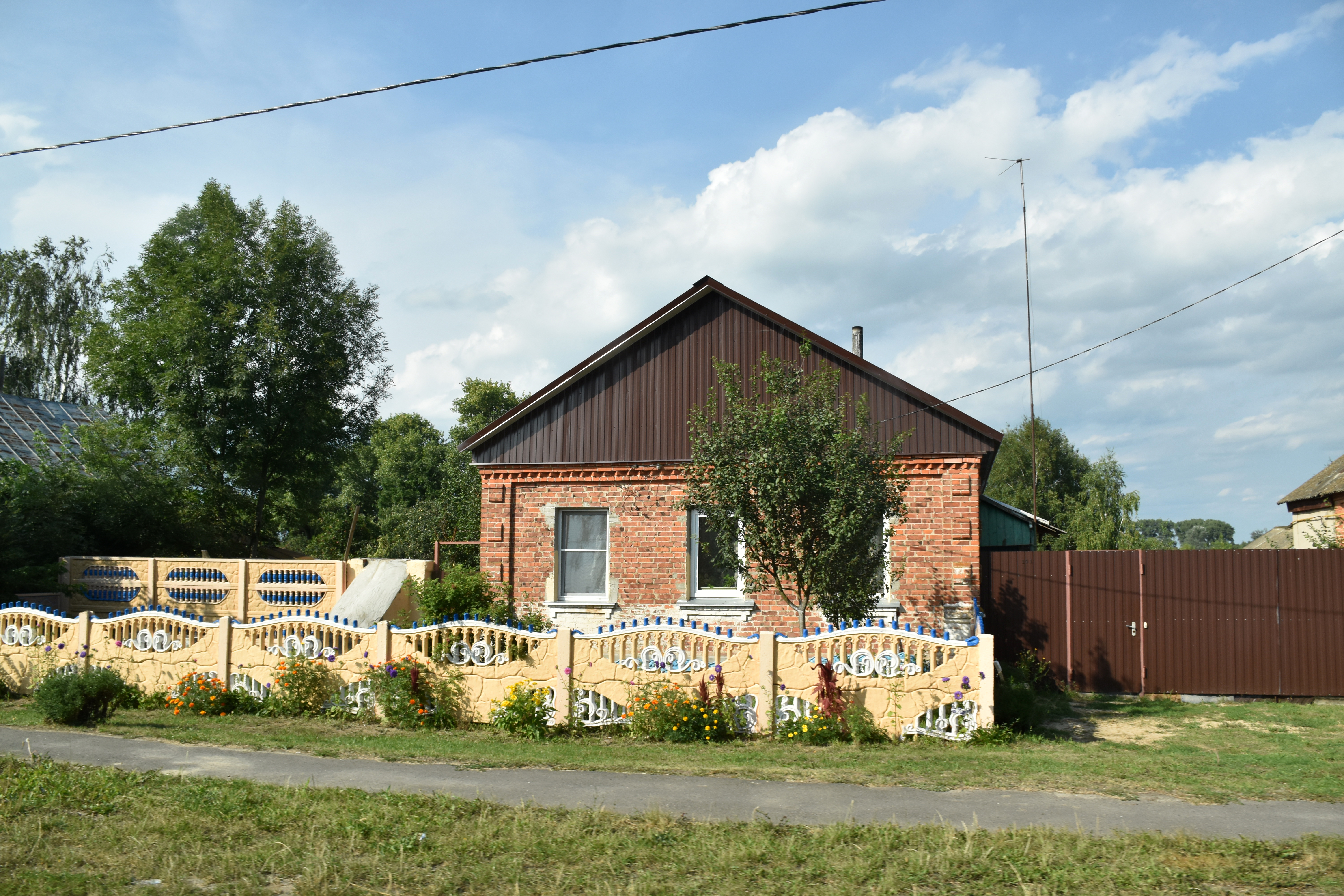
Улица Ленина
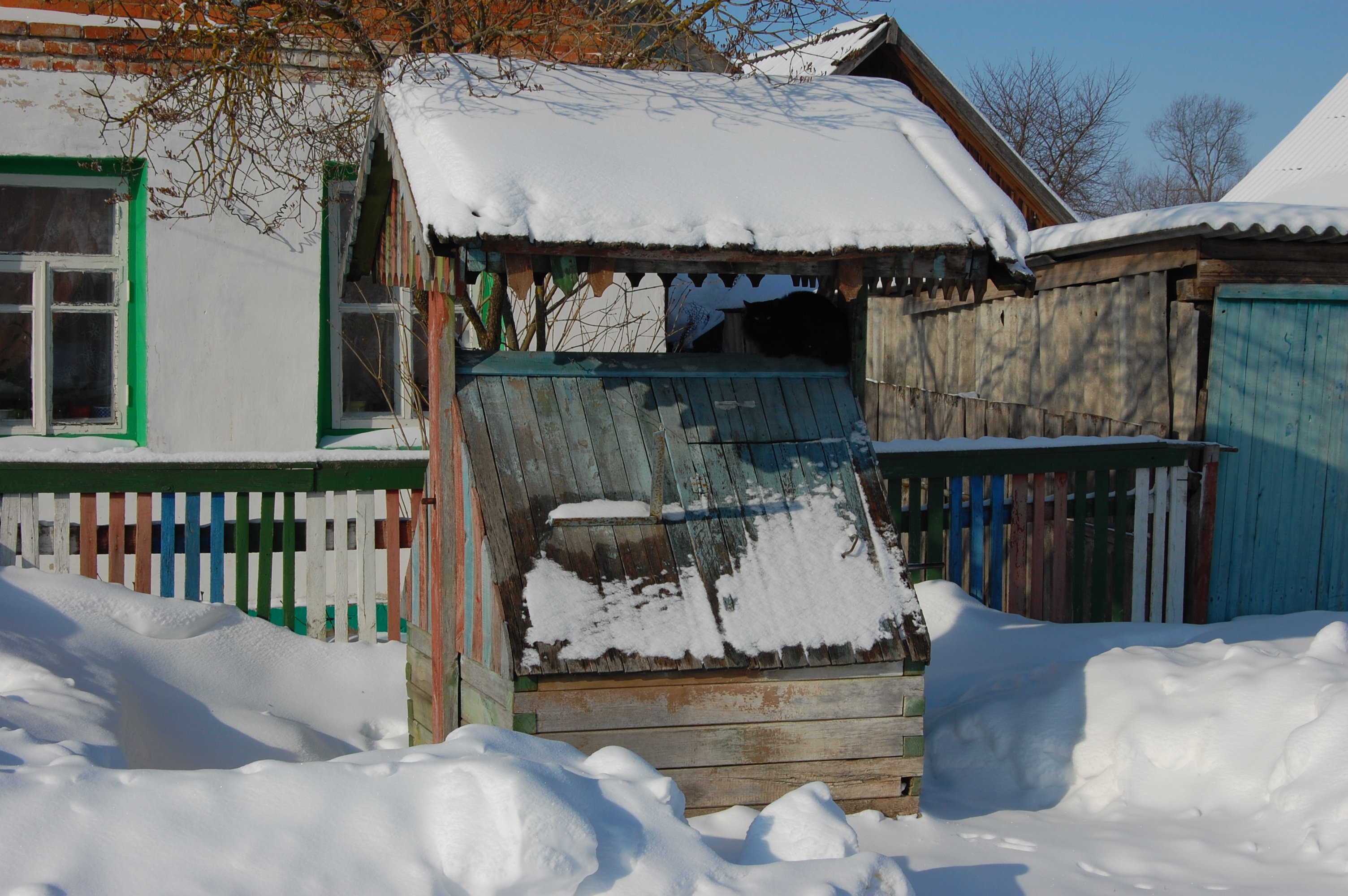
Улица Пушкина

## Известные лица
- Иван Борисович Позняков — советский хозяйственный, государственный и политический деятель, родился в 1902 году в деревне Хуторянке.